# Civitella in Val di Chiana
Civitella in Val di Chiana – miejscowość i gmina we Włoszech, w regionie Toskania, w prowincji Arezzo.
Według danych na styczeń 2009 gminę zamieszkiwało 9119 osób przy gęstości zaludnienia 90,9 os./km².

## Miasta partnerskie
- / Ain Beda
- Kämpfelbach